# 富山県道178号流杉双代線
富山県道178号流杉双代線（とやまけんどう178ごう ながれすぎそうたいせん）は富山県富山市内を通る一般県道である。

## 概要

### 路線データ
- 起点：富山県富山市流杉大場割乙（富山県道175号新庄大山線・富山県道365号流杉町袋線交点）
- 終点：富山県富山市双代町河原田割（国道41号・富山県道65号富山大沢野線交点）
- 実延長：3,470m

## 沿革
- 1885年（明治18年）頃 - 里道（通称、流杉往来）として整備[1]。
- 1923年（大正12年）4月1日 - 県道流杉富山線（上新川郡山室村流杉〔現・富山市流杉〕 - 富山市清水町間、5,891 m）指定[2]。
- 1960年（昭和35年）4月23日 - 認定[3]。

## 地理

### 通過する自治体
- 富山県富山市

### 接続する道路
- 富山県道175号新庄大山線・富山県道365号流杉町袋線（起点：富山市流杉大場割乙）
- 富山県道56号富山環状線（横内交差点）
- 富山県道3号富山立山魚津線（中川原交差点 - 中市交差点で重複）
- 富山県道65号富山大沢野線（中市交差点 - 双代町交差点（終点）で重複）
- 富山県道6号富山立山公園線（石金交差点）（「富山県道65号富山大沢野線」との重複区間内）
- 国道41号（終点：双代町交差点）

### 周辺
- 北陸自動車道 流杉スマートインターチェンジ
- 富山地方鉄道上滝線
  - 大泉駅
  - 不二越駅
  - 稲荷町駅
- 富山県警察 富山北警察署
- 富山県立中央病院
- 不二越工業高等学校
- 富山市立大泉中学校
- 富山市立山室中部小学校
- 富山市立山室小学校
- 富山市立東部小学校
- 富山不二越郵便局
- 富山高原町郵便局
- 不二越 富山事業所
- 新鮮市場 サンピュアー山室店
- コジマ NEW富山店
- ジョーシン 富山本店
- イエローハット 富山東店
- ニトリ 富山店
- グリーンモール山室
  - アルビス グリーンモール店
  - V・drug 山室店
- アピアショッピングセンター
  - アルビス アピア店
- 大阪屋ショップ 長江店
- アップルサンショウ食菜館 栄町店